# Josef Lenz

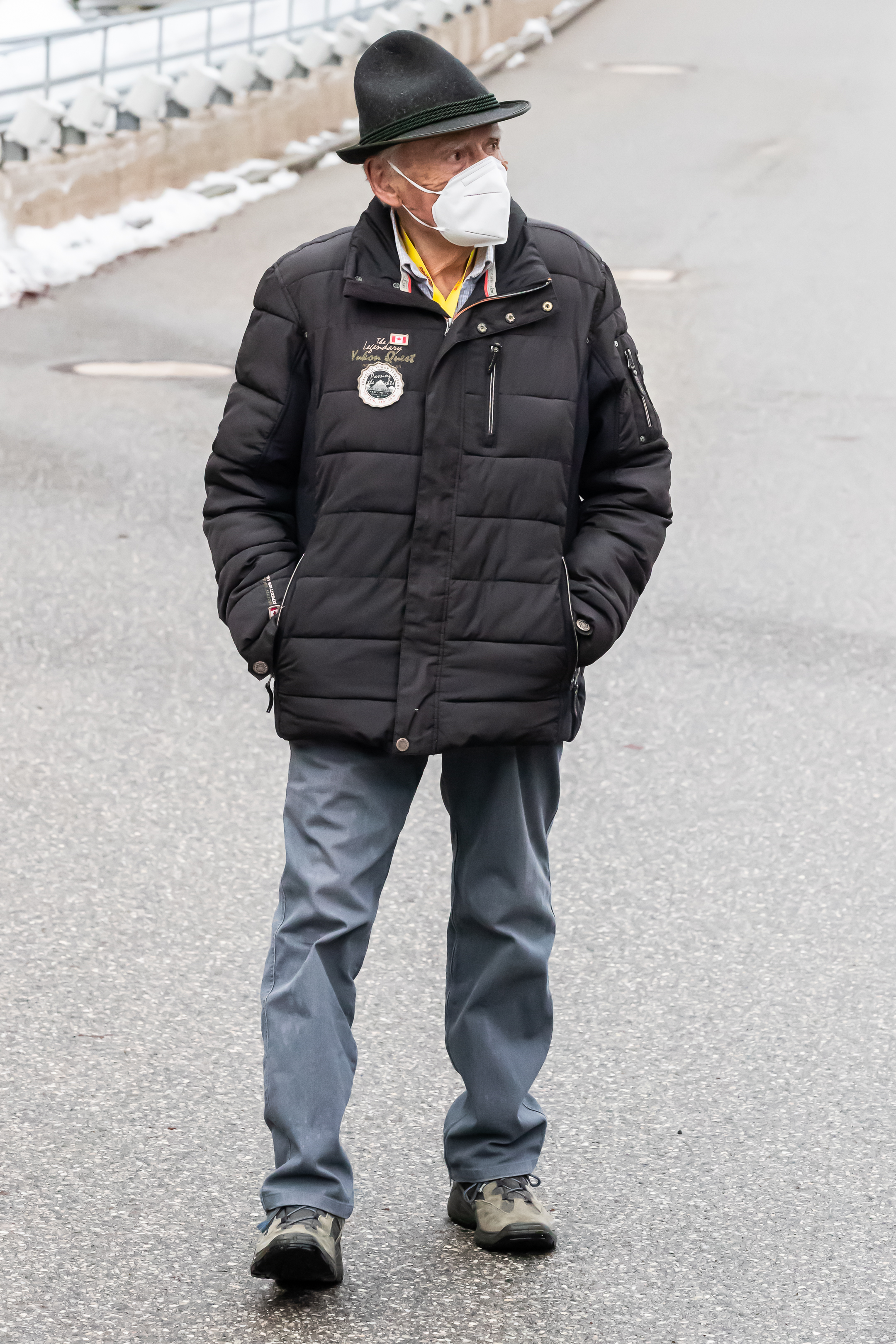
Josef Lenz bei den Rennrodel-Weltmeisterschaften 2021 am Königssee

Josef „Sepp“ Lenz (* 8. Februar 1935 in Königssee; † 3. Mai 2023) war ein deutscher Rennrodler und Rennrodeltrainer.

## Sportliche Laufbahn
Nachdem Lenz im Jahr 1962 am heimischen Königssee im Einsitzer bereits den Titel bei den deutschen Meisterschaften errungen hatte, schaffte er im selben Jahr mit dem Gewinn des Europameistertitels in derselben Disziplin seinen größten Erfolg als Aktiver. Ein schwerer Trainingssturz im Doppelsitzer bei den Olympischen Winterspielen 1964, in dessen Folge sein Partner Sepperl Fleischmann wenige Tage später seinen schweren Verletzungen erlag, zwang ihn wegen eines dabei erlittenen Trümmerbruchs im linken Oberarm, seine aktive Karriere zu beenden.
Zwei Jahre danach startete er seine Trainerkarriere und wurde wenig später Bundestrainer. Lenz gilt als Entdecker und Förderer des dreimaligen Olympiasiegers Georg Hackl. Unter seiner Regie gewannen deutsche Rodelsportler bei Olympischen Spielen, Welt- und Europameisterschaften insgesamt 96 Medaillen, davon 31 goldene. Bei einem Unfall auf der Winterberger Rodelbahn wurde Lenz im Dezember 1993 der Unterschenkel des linken Beines unterhalb des Knies abgetrennt, als er beim Säubern der Bahn von der US-amerikanischen Rodlerin Bethany Calcaterra-McMahon erfasst wurde. Zwei Monate später stand er als Bundestrainer in Lillehammer an der Eisbahn und führte die deutschen Athleten zu drei Medaillen.
Nach 29 Jahren übergab er das Amt des Bundestrainers im Jahr 1995 an Thomas Schwab.

## Privatleben
Mit seiner Frau Annelies und seinen drei Töchtern lebte er im Schönauer Ortsteil Schwöb.

## Ehrungen
- Bundesverdienstkreuz am Bande (1977)
- Bundesverdienstkreuz 1. Klasse (1997)
- Bayerischer Sportpreis 2004 in der Kategorie „Sportliches Lebenswerk“
- WinterStar 2008: „Ehrenpreis“ für das Lebenswerk[5]